# Borussia Verein für Leibesübungen 1900 Mönchengladbach 1982-1983
Questa voce raccoglie le informazioni riguardanti il Borussia Verein für Leibesübungen 1900 Mönchengladbach nelle competizioni ufficiali della stagione 1982-1983.

## Stagione
Nella stagione 1982-1983 il Borussia Mönchengladbach, allenato da Jupp Heynckes, concluse il campionato di Bundesliga al 12º posto. In Coppa di Germania il Borussia Mönchengladbach fu eliminato ai quarti di finale dal Fortuna Colonia. I capocannonieri della squadra furono Frank Mill, Hans-Günter Bruns e Wilfried Hannes con 9 gol.

## Rosa
| N. |                           | Ruolo | Calciatore         |
| -- | ------------------------- | ----- | ------------------ |
|    | Germania Ovest (bandiera) | P     | Uwe Kamps          |
|    | Germania Ovest (bandiera) | P     | Ulrich Sude        |
|    | Germania Ovest (bandiera) | D     | Jürgen Becker      |
|    | Germania Ovest (bandiera) | D     | Ulrich Borowka     |
|    | Germania Ovest (bandiera) | D     | Hans-Günter Bruns  |
|    | Germania Ovest (bandiera) | D     | Hans-Georg Dreßen  |
|    | Germania Ovest (bandiera) | D     | Michael Frontzeck  |
|    | Germania Ovest (bandiera) | D     | Wilfried Hannes    |
|    | Norvegia (bandiera)       | D     | Kai-Erik Herlovsen |
|    | Germania Ovest (bandiera) | D     | Klaus Hopfstock    |
|    | Germania Ovest (bandiera) | D     | Ingo Pickenäcker   |
|    | Germania Ovest (bandiera) | D     | Norbert Ringels    |
|    | Germania Ovest (bandiera) | D     | Frank Schäffer     |
|    | Germania Ovest (bandiera) | C     | Stefan Born        |

| N. |                           | Ruolo | Calciatore            |
| -- | ------------------------- | ----- | --------------------- |
|    | Germania Ovest (bandiera) | C     | Andreas Brandts       |
|    | Germania Ovest (bandiera) | C     | Jürgen Fleer          |
|    | Germania Ovest (bandiera) | C     | Christian Hochstätter |
|    | Germania Ovest (bandiera) | C     | Lothar Matthäus       |
|    | Germania Ovest (bandiera) | C     | Markus Mohren         |
|    | Germania Ovest (bandiera) | C     | Winfried Schäfer      |
|    | Germania Ovest (bandiera) | C     | Bernd Schmider        |
|    | Germania Ovest (bandiera) | C     | Armin Veh             |
|    | Germania Ovest (bandiera) | A     | Hans-Jörg Criens      |
|    | Germania Ovest (bandiera) | A     | Frank Mill            |
|    | Germania Ovest (bandiera) | A     | Kurt Pinkall          |
|    | Germania Ovest (bandiera) | A     | Uwe Rahn              |
|    | Germania Ovest (bandiera) | A     | Siegfried Reich       |

## Calciomercato

### Sessione estiva
| Acquisti | Acquisti              | Acquisti               | Acquisti |
| R.       | Nome                  | da                     | Modalità |
| -------- | --------------------- | ---------------------- | -------- |
| P        | Paul Hesselbach       | Uerdingen 05           |          |
| D        | Kai-Erik Herlovsen    | Fredrikstad            |          |
| D        | Ingo Pickenäcker      | Rot-Weiss Essen        |          |
| C        | Christian Hochstätter | Augusta                |          |
| A        | Hans-Jörg Criens      | Borussia M'gladbach II |          |

| Cessioni | Cessioni          | Cessioni             | Cessioni |
| R.       | Nome              | a                    | Modalità |
| -------- | ----------------- | -------------------- | -------- |
| P        | Paul Hesselbach   | Paderborn            |          |
| P        | Wolfgang Kleff    | Fortuna Düsseldorf   |          |
| D        | Friedhelm Frenken | Alemannia Aquisgrana |          |
| C        | Ralf Bödeker      | 1. FC Viersen        |          |
| A        | Robby Langers     | Olympique Marsiglia  |          |
| A        | Wolfram Wuttke    | Schalke 04           |          |

### Sessione invernale
| Acquisti | Acquisti | Acquisti | Acquisti |
| R.       | Nome     | da       | Modalità |
| -------- | -------- | -------- | -------- |

| Cessioni | Cessioni | Cessioni | Cessioni |
| R.       | Nome     | a        | Modalità |
| -------- | -------- | -------- | -------- |

## Risultati

### Bundesliga

#### Girone di andata
| Arbitro: | Messmer |

|                  |           |                                               |
| Tüfekçi 63’, 65’ | Marcatori | 34’ Matthäus 50’ Pinkall 54’ Wuttke 83’ Bruns |

| Arbitro: | Theobald |

|              |           |                      |
| Schäffer 12’ | Marcatori | 5’ Weyerich 56’ Heck |

| Arbitro: | Brehm |

|                 |           |  |
| Völler 11’, 62’ | Marcatori |  |

| Arbitro: | Gabor |

|                                                             |           |  |
| Matthäus 34’ Hannes 37’ (rig.) Mill 46’ Wuttke 48’ Rahn 83’ | Marcatori |  |

| Arbitro: | Redelfs |

|                      |           |  |
| Hagmayr 11’ Bold 13’ | Marcatori |  |

| Arbitro: | Walz |

|                                         |           |          |
| Mill 23’ Schmider 32’ Hannes 35’ (rig.) | Marcatori | 24’ Waas |

| Arbitro: | Umbach |

|                                         |           |                              |
| Lienen 7’, 85’ Pohl 13’ Grillemeier 59’ | Marcatori | 55’ Wuttke 73’ (rig.) Hannes |

| Arbitro: | Dellwing |

|                                     |           |            |
| Hannes 51’ (rig.) Mill 54’ Rahn 72’ | Marcatori | 18’ Pezzey |

| Arbitro: | Assenmacher |

|                                 |           |          |
| Patzke 49’ Pater 74’ Oswald 83’ | Marcatori | 9’ Bruns |

| Mönchengladbach 23 ottobre 1982, ore 15:30 CET 10ª giornata | Borussia M'gladbach | 0 – 0 referto | Bayern Monaco | Bökelbergstadion (34 600 spett.)\| Arbitro: \| Heitmann \| |
| Arbitro:                                                    | Heitmann            |               |               |                                                            |

| Arbitro: | Brückner |

|                                           |           |                                   |
| Milewski 7’, 21’ von Heesen 41’ Rolff 54’ | Marcatori | 2’ Rahn 43’ Mill 76’ (aut.) Kaltz |

| Arbitro: | Ermer |

|                                    |           |  |
| Schäffer 6’ Mohren 45’ Brandts 81’ | Marcatori |  |

| Arbitro: | Roth |

|          |           |                                                     |
| Bruns 5’ | Marcatori | 18’ Niedermayer 36’ Reichert 69’ Ohlicher 79’ Kempe |

| Arbitro: | Walz |

|  |           |                      |
|  | Marcatori | 11’ Veh 68’ Matthäus |

| Arbitro: | Clajus |

|           |           |                                     |
| Bruns 65’ | Marcatori | 11’, 81’ Allofs 58’, 79’ Littbarski |

| Arbitro: | Osmers |

|                                     |           |  |
| Allofs 25’ Nilsson 26’ Kitzmann 79’ | Marcatori |  |

| Arbitro: | Schmidhuber |

|                       |           |                                     |
| Ringels 7’ Hannes 62’ | Marcatori | 38’ Klotz 68’ Keser 86’ Burgsmüller |

#### Girone di ritorno
| Mönchengladbach 22 gennaio 1983, ore 15:30 CET 18ª giornata | Borussia M'gladbach | 0 – 0 referto | Schalke 04 | Bökelbergstadion (21 000 spett.)\| Arbitro: \| Klauser \| |
| Arbitro:                                                    | Klauser             |               |            |                                                           |

| Arbitro: | Huster |

|          |           |  |
| Heck 89’ | Marcatori |  |

| Arbitro: | Föckler |

|           |           |                         |
| Reich 60’ | Marcatori | 67’ Völler 68’ Neubarth |

| Arbitro: | Wahmann |

|                              |           |             |
| Eðvaldsson 4’ Bockenfeld 77’ | Marcatori | 85’ Ringels |

| Arbitro: | Barnick |

|                                                 |           |  |
| Bruns 20’ Hannes 31’ (rig.) Reich 43’, 49’, 76’ | Marcatori |  |

| Arbitro: | Horeis |

|                                |           |                    |
| Waas 19’ Röber 72’ Hörster 88’ | Marcatori | 28’ Reich 42’ Mill |

| Arbitro: | Tritschler |

|                                |           |  |
| Reich 28’ Mill 57’ Ringels 87’ | Marcatori |  |

| Arbitro: | Walz |

|                         |           |  |
| Cha 20’, 90’ Nickel 38’ | Marcatori |  |

| Arbitro: | Huster |

|                                  |           |           |
| Reich 5’ Hannes 19’ Matthäus 81’ | Marcatori | 42’ Knüwe |

| Arbitro: | Clajus |

|                                       |           |           |
| Del'Haye 32’ Rummenigge 53’ Kraus 89’ | Marcatori | 90’ Bruns |

| Arbitro: | Neuner |

|              |           |              |
| Matthäus 86’ | Marcatori | 84’ Hrubesch |

| Braunschweig 30 aprile 1983, ore 15:30 CEST 29ª giornata | Eintracht Braunschweig | 0 – 0 referto | Borussia M'gladbach | Stadion an der Hamburger Straße (13 677 spett.)\| Arbitro: \| Messmer \| |
| Arbitro:                                                 | Messmer                |               |                     |                                                                          |

| Arbitro: | Umbach |

|                                   |           |                                 |
| Kempe 9’ Allgöwer 70’ (rig.), 72’ | Marcatori | 74’ Brandts 81’ (rig.) Matthäus |

| Arbitro: | Redelfs |

|                                   |           |           |
| Ringels 4’ Schäfer 20’ Hannes 58’ | Marcatori | 21’ Glöde |

| Arbitro: | Brückner |

|                        |           |           |
| Strack 55’ Steiner 79’ | Marcatori | 23’ Bruns |

| Arbitro: | Walz |

|                                     |           |                                 |
| Mill 2’, 81’ Reich 14’ Matthäus 73’ | Marcatori | 34’ Eilenfeldt 39’ (aut.) Kamps |

| Arbitro: | Tritschler |

|                                                 |           |                                                                    |
| Abramczik 24’ Răducanu 38’, 44’ Burgsmüller 70’ | Marcatori | 10’ Brandts 63’, 72’ Bruns 69’ (rig.) Hannes 87’ Matthäus 89’ Mill |

### Coppa di Germania
| Arbitro: | Eli |

|  |           |                                                      |
|  | Marcatori | 20’ Pinkall 49’ (rig.), 87’ (rig.) Hannes 72’ Wuttke |

| Arbitro: | Uhlig |

|  |           |                        |
|  | Marcatori | 15’ Matthäus 90’ Bruns |

| Arbitro: | Hontheim |

|            |           |  |
| Hannes 34’ | Marcatori |  |

| Arbitro: | Retzmann |

|              |           |                             |
| Mill 6’, 47’ | Marcatori | 59’ Zimmermann 73’ Grabosch |

| Arbitro: | Dellwing |

|                                 |           |                     |
| Schatzschneider 45’, 65’ (rig.) | Marcatori | 55’ (rig.) Matthäus |

## Statistiche

### Statistiche di squadra
| Competizione      | Punti | In casa | In casa | In casa | In casa | In casa | In casa | In trasferta | In trasferta | In trasferta | In trasferta | In trasferta | In trasferta | Totale | Totale | Totale | Totale | Totale | Totale | DR |
| Competizione      | Punti | G       | V       | N       | P       | Gf      | Gs      | G            | V            | N            | P            | Gf           | Gs           | G      | V      | N      | P      | Gf     | Gs     | DR |
| ----------------- | ----- | ------- | ------- | ------- | ------- | ------- | ------- | ------------ | ------------ | ------------ | ------------ | ------------ | ------------ | ------ | ------ | ------ | ------ | ------ | ------ | -- |
| Bundesliga        | 28    | 17      | 9       | 3       | 5       | 39      | 22      | 17           | 3            | 1            | 13           | 25           | 41           | 34     | 12     | 4      | 18     | 64     | 63     | +1 |
| Coppa di Germania | -     | 2       | 1       | 1       | 0       | 3       | 2       | 3            | 2            | 0            | 1            | 7            | 2            | 5      | 3      | 1      | 1      | 10     | 4      | +6 |
| Totale            | 28    | 19      | 10      | 4       | 5       | 42      | 24      | 20           | 5            | 1            | 14           | 32           | 43           | 39     | 15     | 5      | 19     | 74     | 67     | +7 |

### Andamento in campionato
| Giornata  | 1 | 2 | 3  | 4 | 5  | 6 | 7  | 8  | 9  | 10 | 11 | 12 | 13 | 14 | 15 | 16 | 17 | 18 | 19 | 20 | 21 | 22 | 23 | 24 | 25 | 26 | 27 | 28 | 29 | 30 | 31 | 32 | 33 | 34 |
| --------- | - | - | -- | - | -- | - | -- | -- | -- | -- | -- | -- | -- | -- | -- | -- | -- | -- | -- | -- | -- | -- | -- | -- | -- | -- | -- | -- | -- | -- | -- | -- | -- | -- |
| Luogo     | T | C | T  | C | T  | C | T  | C  | T  | C  | T  | C  | C  | T  | C  | T  | C  | C  | T  | C  | T  | C  | T  | C  | T  | C  | T  | C  | T  | T  | C  | T  | C  | T  |
| Risultato | V | P | P  | V | P  | V | P  | V  | P  | N  | P  | V  | P  | V  | P  | P  | P  | N  | P  | P  | P  | V  | P  | V  | P  | V  | P  | N  | N  | P  | V  | P  | V  | V  |
| Posizione | 1 | 9 | 11 | 8 | 11 | 9 | 11 | 10 | 10 | 11 | 11 | 11 | 11 | 11 | 11 | 11 | 12 | 13 | 13 | 13 | 14 | 14 | 14 | 13 | 14 | 14 | 14 | 14 | 14 | 15 | 14 | 15 | 15 | 12 |

Legenda:

Luogo: C = Casa; T = Trasferta. Risultato: V = Vittoria; N = Pareggio; P = Sconfitta.

### Statistiche dei giocatori
| Giocatore      | Bundesliga | Bundesliga | Bundesliga  | Bundesliga | Coppa di Germania | Coppa di Germania | Coppa di Germania | Coppa di Germania | Totale   | Totale | Totale      | Totale     |
| Giocatore      | Presenze   | Reti       | Ammonizioni | Espulsioni | Presenze          | Reti              | Ammonizioni       | Espulsioni        | Presenze | Reti   | Ammonizioni | Espulsioni |
| -------------- | ---------- | ---------- | ----------- | ---------- | ----------------- | ----------------- | ----------------- | ----------------- | -------- | ------ | ----------- | ---------- |
| J. Becker      | 0          | 0          | 0           | 0          | 0                 | 0                 | 0                 | 0                 | 0        | 0      | 0           | 0          |
| S. Born        | 0          | 0          | 0           | 0          | 0                 | 0                 | 0                 | 0                 | 0        | 0      | 0           | 0          |
| U. Borowka     | 28         | 0          | 6           | 0          | 5                 | 0                 | 0                 | 0                 | 33       | 0      | 6           | 0          |
| A. Brandts     | 7          | 3          | 0           | 0          | 0                 | 0                 | 0                 | 0                 | 7        | 3      | 0           | 0          |
| H. Bruns       | 29         | 9          | 3           | 0          | 4                 | 1                 | 0                 | 0                 | 33       | 10     | 3           | 0          |
| H. Criens      | 3          | 0          | 0           | 0          | 1                 | 0                 | 0                 | 0                 | 4        | 0      | 0           | 0          |
| H. Dreßen      | 4          | 0          | 0           | 0          | 0                 | 0                 | 0                 | 0                 | 4        | 0      | 0           | 0          |
| J. Fleer       | 0          | 0          | 0           | 0          | 0                 | 0                 | 0                 | 0                 | 0        | 0      | 0           | 0          |
| M. Frontzeck   | 0          | 0          | 0           | 0          | 0                 | 0                 | 0                 | 0                 | 0        | 0      | 0           | 0          |
| W. Hannes      | 23         | 9          | 5           | 0          | 2                 | 3                 | 1                 | 0                 | 25       | 12     | 6           | 0          |
| K. Herlovsen   | 3          | 0          | 2           | 0          | 0                 | 0                 | 0                 | 0                 | 3        | 0      | 2           | 0          |
| P. Hesselbach  | 7          | 0          | 0           | 0          | 1                 | 0                 | 0                 | 0                 | 8        | 0      | 0           | 0          |
| C. Hochstätter | 4          | 0          | 0           | 0          | 2                 | 0                 | 0                 | 0                 | 6        | 0      | 0           | 0          |
| K. Hopfstock   | 5          | 0          | 0           | 0          | 0                 | 0                 | 0                 | 0                 | 5        | 0      | 0           | 0          |
| U. Kamps       | 12         | 0          | 0           | 0          | 0                 | 0                 | 0                 | 0                 | 12       | 0      | 0           | 0          |
| L. Matthäus    | 34         | 8          | 2           | 0          | 5                 | 2                 | 1                 | 0                 | 39       | 10     | 3           | 0          |
| F. Mill        | 28         | 9          | 2           | 1          | 5                 | 2                 | 1                 | 0                 | 33       | 11     | 3           | 1          |
| M. Mohren      | 21         | 1          | 1           | 0          | 3                 | 0                 | 1                 | 0                 | 24       | 1      | 2           | 0          |
| I. Pickenäcker | 8          | 0          | 1           | 0          | 0                 | 0                 | 0                 | 0                 | 8        | 0      | 1           | 0          |
| K. Pinkall     | 20         | 1          | 3           | 0          | 5                 | 1                 | 0                 | 0                 | 25       | 2      | 3           | 0          |
| U. Rahn        | 24         | 3          | 3           | 0          | 4                 | 0                 | 0                 | 0                 | 28       | 3      | 3           | 0          |
| S. Reich       | 14         | 8          | 3           | 0          | 1                 | 0                 | 0                 | 0                 | 15       | 8      | 3           | 0          |
| N. Ringels     | 31         | 4          | 3           | 0          | 5                 | 0                 | 1                 | 0                 | 36       | 4      | 4           | 0          |
| B. Schmider    | 24         | 1          | 0           | 0          | 3                 | 0                 | 0                 | 0                 | 27       | 1      | 0           | 0          |
| W. Schäfer     | 14         | 1          | 2           | 0          | 2                 | 0                 | 1                 | 0                 | 16       | 1      | 3           | 0          |
| F. Schäffer    | 27         | 2          | 4           | 0          | 5                 | 0                 | 0                 | 0                 | 32       | 2      | 4           | 0          |
| U. Sude        | 16         | 0          | 0           | 0          | 4                 | 0                 | 0                 | 0                 | 20       | 0      | 0           | 0          |
| A. Veh         | 18         | 1          | 2           | 0          | 5                 | 0                 | 1                 | 0                 | 23       | 1      | 3           | 0          |
| W. Wuttke      | 14         | 3          | 2           | 0          | 2                 | 1                 | 0                 | 0                 | 16       | 4      | 2           | 0          |